# ماريا هايم
ماريا هايم هي دراجة سويسرية، ولدت في 16 أغسطس 1970.

## وصلات خارجية
- ماريا هايم على موقع أرشيف الدراجات (الإنجليزية)
- ماريا هايم على موقع إحصائيات الدراجات الإحترافية (الإنجليزية)